# Holloway (Londen)
Holloway is een wijk in het Londense bestuurlijke gebied Islington, in de regio Groot-Londen.

## Geboren in Holloway
- Edward Lear (1812-1888), illustrator, dichter en schrijver
- George Martin (1926-2016), platenproducer
- Steve Howe (1947), gitarist van Yes en Asia
- John Lydon (1956), zanger van Sex Pistols en Public Image Ltd.
- Sarah Lucas (1962), beeldend kunstenaar

## Galerij

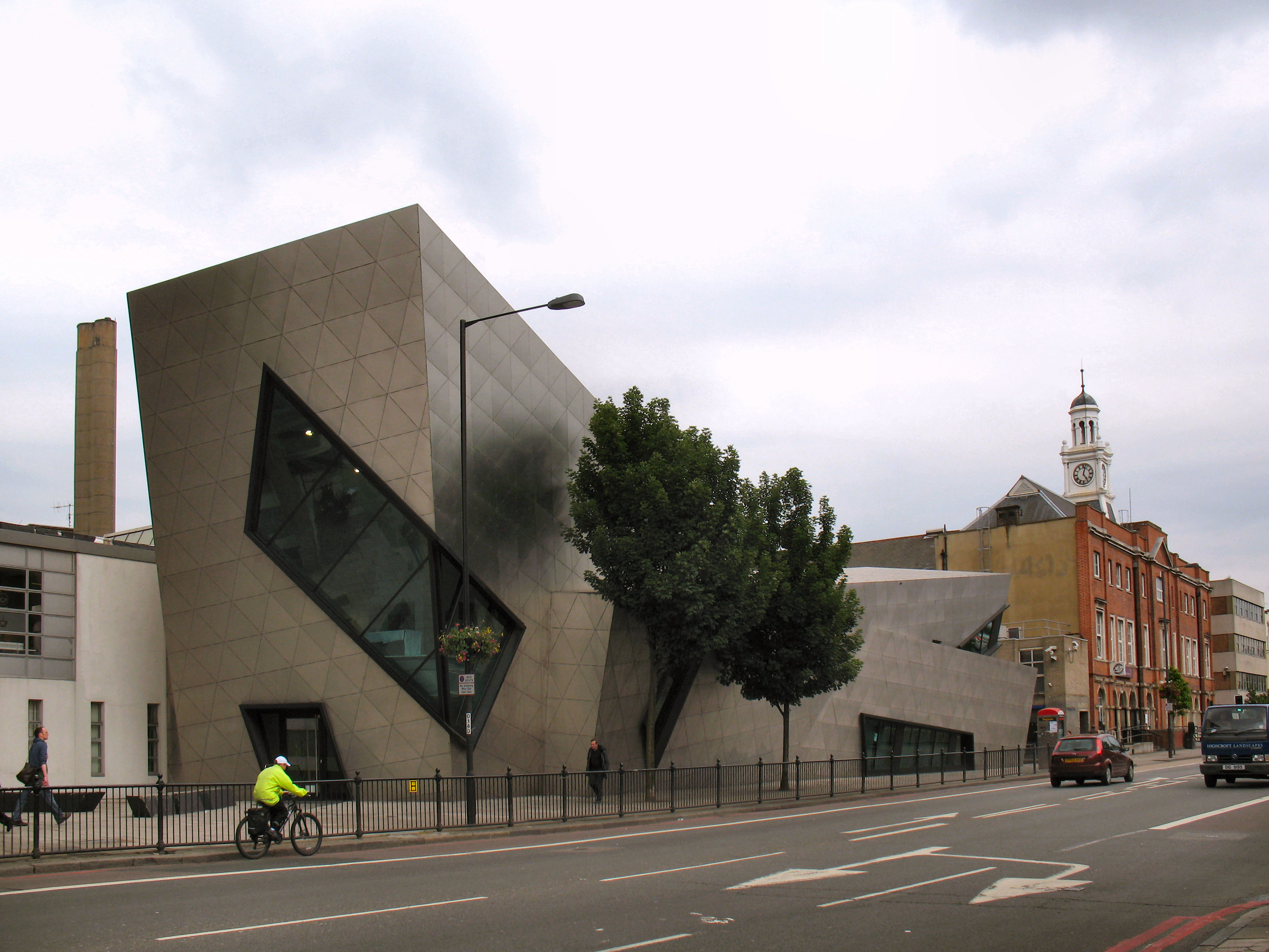
Orion Building
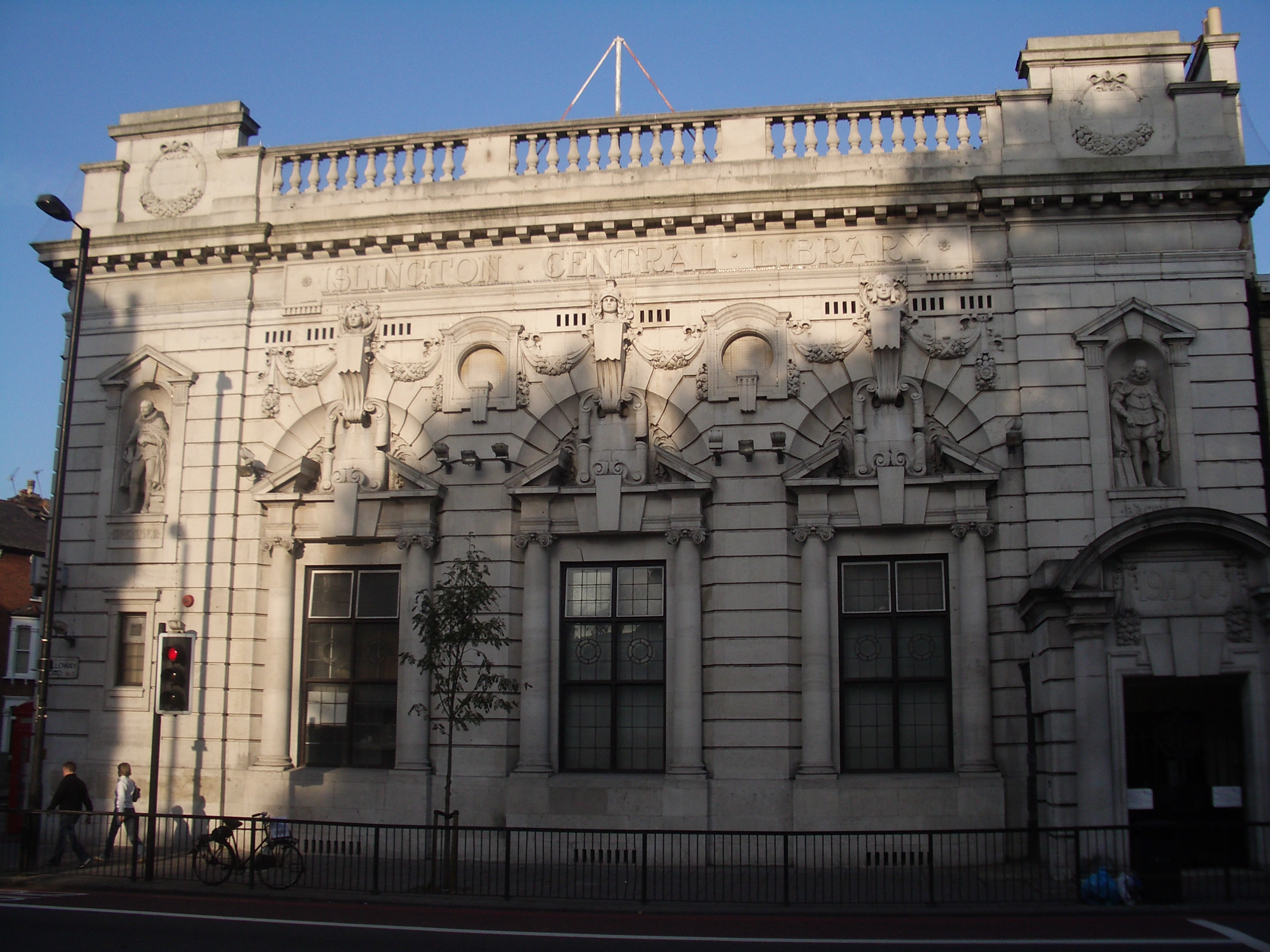
Islington Central Library